# 51874 Alessiosquilloni
51874 Alessiosquilloni este o planetă minoră (asteroid) din Outer Main Belt⁠(d). A fost descoperită pe 15 august 2001 la osservatorio astronomico della Montagna Pistoiese⁠(d) de Maura Tombelli⁠(d). 
Obiectul prezintă o orbită caracterizată de o semiaxă mare de 3,9723354242593 UAi, o excentricitate de 0,23557210129368, o înclinație de 11,612212809211 ° în raport cu ecliptica.